# Savara contraria
Savara contraria är en fjärilsart som beskrevs av Walker 1862. Savara contraria ingår i släktet Savara och familjen nattflyn. Inga underarter finns listade.